# 爆笑問題のオモスルドロイカ帝国
爆笑問題のオモスルドロイカ帝国（ばくしょうもんだいのオモスルドロイカていこく）は、1990年4月9日から1991年4月4日まで、ニッポン放送で放送されていたラジオ番組。

## 概要
メインパーソナリティの爆笑問題は、1990年3月まで『腹よじれAGOHAZUSHI連盟』の『大笑い腹よじれクラブ』コーナーの月曜レギュラーとして6か月間出演していたが、そこから当番組に抜擢される形となった。爆笑問題にとって、当番組が初めてメインでパーソナリティを務めたラジオ番組である。なお、「オモスルドロイカ」とは、ニッポン放送の1990年度のキャッチコピー及び編成コンセプトであり、一説には、これは人々を幸せにする一種のおまじないの言葉とされている。爆笑問題が1990年度の“局の顔”となってキャッチコピーを背負うことになった番組でもある。
最初は週1回、ニッポン放送ショウアップナイターの中継カードが無い月曜日の放送で、ナイターオフ期に入った1990年10月からは月曜日から木曜日まで毎日放送される帯番組となった。
当番組の構成を務めていたのは藤井青銅。この時爆笑問題は藤井と知り合って世話になり、今でも恩人としているという。
その後、爆笑問題はTBSラジオをメインにラジオ番組を持つようになったため、ニッポン放送でのレギュラー番組は2021年現在、この番組が最後となっている。

## 放送時間
- 毎週月曜日 21:00 - 21:50 （1990年4月9日 - 1990年8月6日）
  - この期間内で放送された日は4月9日、4月23日、4月30日、5月7日、5月14日、5月28日、6月11日、6月18日、6月25日、7月9日、7月16日、8月6日の12回。これ以外の日は『ニッポン放送ショウアップナイター』の中継カードが入ったため休みとなった。
- 毎週月曜日 - 木曜日 21:00 - 21:50 （1990年10月8日 - 1991年4月4日）

## コーナー・企画
占い・原宿の父
- 二人が占い師となって東京・原宿の街頭に立ち、占いを通じて悩みや様々な問題の解決の手助けをしていた[2]。

宇宙人募集
- 「僕のクラスの宇宙人」「私の先生が宇宙人」など、リスナーの周りの“宇宙人”の情報をはがきで募集していた[2]。

しっぴーの手紙
- 1990年10月からのコーナー。テーマごとにエピソードを募集していた[4]。

爆笑・テレホントライアングル
- 1990年10月からのコーナー。選ばれたリスナーと電話とつなぎ、爆笑問題の二人と対談[5]。

地獄のゴロ合わせ
- 受験生の受験勉強の暗記のために、リスナーから寄せられた色々な語呂合わせのネタを紹介していた[6]。

ゴールデンウィーク撲滅大作戦!
1990年4月23日放送。ゴールデンウィークに休みも満足に取れないサラリーマンが多い中、この間海外で過ごすOLも多いということで、そのようなOL達を番組に招き、爆笑問題の二人がこれについて鋭く追及した。そして番組内で、爆笑問題の二人が先頭に立って「そんなゴールデンウィーク無くなってしまえ!」と言った署名運動を行った。
まじかるず・ミニシアター （1990年10月からの内包番組）
前田日明 あきらめんじゃねェ! （1990年10月からの内包番組）
- 他

## オモスルドロイカ人間コンテスト
当番組は当初、ニッポン放送の1990年度のトータルコンセプト『オモスルドロイカ』関連の告知が多かったが、その中で毎月『オモスルドロイカ人間コンテスト』が開催されていた。募集内容は「世の中に魔法をかけ、様々なラッキームーブメントを仕掛けている人」であり、選考基準は
1. 世の中に魔法をかけ、これまで誰もがなし得なかった「あっ」と驚くようなことをした人
2. 世の中に夢と希望、幸福をもたらした人
3. 会社・家庭・学校から居酒屋やタクシーの運転手に至るまで、あらゆる所での会話の中で名前が必ず出てくる人
4. とにかく「オモスルドロイ」人
5. 年齢・性別・国籍・職業は一切不問

というもので、以上の基準に合った人の中から毎月数人を決定して翌月に表彰、その中から月間大賞に選ばれた人には表彰状とオリジナルトロフィー、そしてその人にふさわしい「オモスルドロイ賞品」が贈られるというものだった。これらの詳細な告知は当番組で行われていた。1990年4月29日には第1回の『オモスルドロイカ人間コンテスト』が開催された。

## ゲスト
- 大槻ケンヂ（1991年2月14日）
- 西田ひかる（1991年2月18日）
  - 他